# Shendit

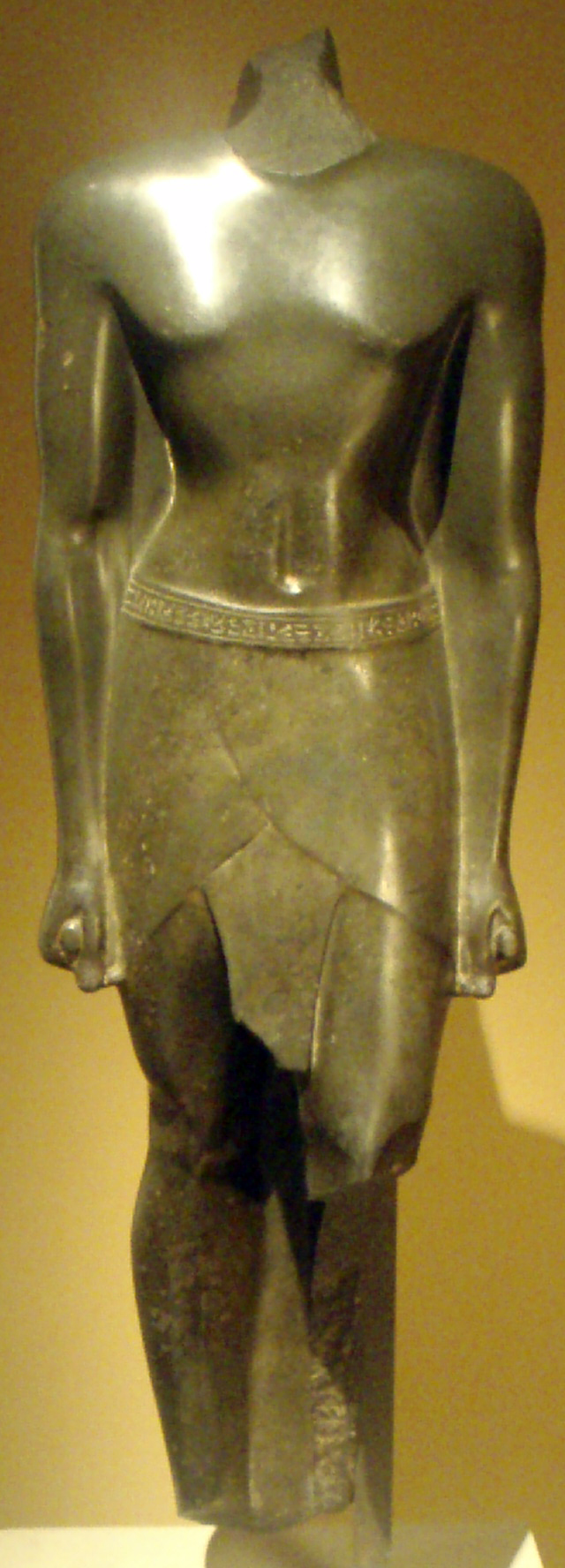
Statua del generale Tjahapimu della XXX dinastia d'Egitto (circa 365-343 a.C.), con uno shendit non reale.

Lo shendit era un indumento a forma di gonnellino indossato nell'antico Egitto. Era fatto di stoffa e si indossava attorno alla vita, di modo che si estendesse fino alle ginocchia. Gli shendit sono rappresentati su faraoni, divinità e gente comune in una vasta gamma di situazioni nell'arte egizia.
Lo shendit è forse un adattamento dei primitivi gonnellini per la caccia, che consentivano libertà di movimento a chi li indossava. I militari indossavano una loro versione dello shendit, perché anch'essi necessitavano di libertà di movimento in battaglia. Gli shendit indossati dagli individui di rango o classe più alta erano costituiti di materiali più pregiati.